# 8e étape du Tour de France 2018
Pour un article plus général, voir Tour de France 2018.
La 8e étape du Tour de France 2018 se déroule le samedi 14 juillet 2018 de Dreux à Amiens, sur une distance de 181 kilomètres. Elle est remportée au sprint par le coureur néerlandais Dylan Groenewegen, de l'équipe LottoNL-Jumbo. Le Belge Greg Van Avermaet (BMC) garde le maillot jaune.

## Déroulement de la course
André Greipel et Fernando Gaviria, arrivés respectivement deuxième et troisième de l'étape, ont ensuite été déclassés.

## Résultats

### Classement de l'étape
| Classement de la 8e étape | Classement de la 8e étape | Classement de la 8e étape | Classement de la 8e étape | Classement de la 8e étape |
|                           | Coureur                   | Pays                      | Équipe                    | Temps                     |
| ------------------------- | ------------------------- | ------------------------- | ------------------------- | ------------------------- |
| 1er                       | Dylan Groenewegen         | Pays-Bas                  | Lotto NL-Jumbo            | en 4 h 23 min 36 s        |
| 2e                        | Peter Sagan               | Slovaquie                 | Bora-Hansgrohe            | + 0 s                     |
| 3e                        | John Degenkolb            | Allemagne                 | Trek-Segafredo            | + 0 s                     |
| 4e                        | Alexander Kristoff        | Norvège                   | UAE Emirates              | + 0 s                     |
| 5e                        | Arnaud Démare             | France                    | Groupama-FDJ              | + 0 s                     |
| 6e                        | Thomas Boudat             | France                    | Direct Énergie            | + 0 s                     |
| 7e                        | Nikias Arndt              | Allemagne                 | Sunweb                    | + 0 s                     |
| 8e                        | Mark Cavendish            | Royaume-Uni               | Dimension Data            | + 0 s                     |
| 9e                        | Yves Lampaert             | Belgique                  | Quick-Step Floors         | + 0 s                     |
| 10e                       | Andrea Pasqualon          | Italie                    | Wanty-Groupe Gobert       | + 0 s                     |
| modifier                  |                           |                           |                           |                           |

### Points attribués
| Sprint intermédiaire La Neuve-Grange (km 86,5) | Sprint intermédiaire La Neuve-Grange (km 86,5) | Sprint intermédiaire La Neuve-Grange (km 86,5) | Sprint intermédiaire La Neuve-Grange (km 86,5) | Sprint intermédiaire La Neuve-Grange (km 86,5) |
| ---------------------------------------------- | ---------------------------------------------- | ---------------------------------------------- | ---------------------------------------------- | ---------------------------------------------- |
|                                                | Coureur                                        | Pays                                           | Équipe                                         | Point(s)                                       |
| 1er                                            | Fabien Grellier                                | France                                         | Direct Énergie                                 | 20                                             |
| 2e                                             | Marco Minnaard                                 | Pays-Bas                                       | Wanty-Groupe Gobert                            | 17                                             |
| 3e                                             | Arnaud Démare                                  | France                                         | Groupama-FDJ                                   | 15                                             |
| 4e                                             | Peter Sagan                                    | Slovaquie                                      | Bora-Hansgrohe                                 | 13                                             |
| 5e                                             | Fernando Gaviria                               | Colombie                                       | Quick-Step Floors                              | 11                                             |
| 6e                                             | André Greipel                                  | Allemagne                                      | Lotto-Soudal                                   | 10                                             |
| 7e                                             | Andrea Pasqualon                               | Italie                                         | Wanty-Groupe Gobert                            | 9                                              |
| 8e                                             | Thomas De Gendt                                | Belgique                                       | Lotto-Soudal                                   | 8                                              |
| 9e                                             | Niki Terpstra                                  | Pays-Bas                                       | Quick-Step Floors                              | 7                                              |
| 10e                                            | Tim Declercq                                   | Belgique                                       | Quick-Step Floors                              | 6                                              |
| 11e                                            | Philippe Gilbert                               | Belgique                                       | Quick-Step Floors                              | 5                                              |
| 12e                                            | Daniel Oss                                     | Italie                                         | Bora-Hansgrohe                                 | 4                                              |
| 13e                                            | Maciej Bodnar                                  | Pologne                                        | Bora-Hansgrohe                                 | 3                                              |
| 14e                                            | Jacopo Guarnieri                               | Italie                                         | Groupama-FDJ                                   | 2                                              |
| 15e                                            | Marcus Burghardt                               | Allemagne                                      | Bora-Hansgrohe                                 | 1                                              |
| modifier                                       |                                                |                                                |                                                |                                                |

| Arrivée d'étape Amiens (km 181) | Arrivée d'étape Amiens (km 181) | Arrivée d'étape Amiens (km 181) | Arrivée d'étape Amiens (km 181) | Arrivée d'étape Amiens (km 181) |
| ------------------------------- | ------------------------------- | ------------------------------- | ------------------------------- | ------------------------------- |
|                                 | Coureur                         | Pays                            | Équipe                          | Point(s)                        |
| 1er                             | Dylan Groenewegen               | Pays-Bas                        | Lotto NL-Jumbo                  | 50                              |
| 2e                              | Peter Sagan                     | Slovaquie                       | Bora-Hansgrohe                  | 30                              |
| 3e                              | John Degenkolb                  | Allemagne                       | Trek-Segafredo                  | 20                              |
| 4e                              | Alexander Kristoff              | Norvège                         | UAE Emirates                    | 18                              |
| 5e                              | Arnaud Démare                   | France                          | Groupama-FDJ                    | 16                              |
| 6e                              | Thomas Boudat                   | France                          | Direct Énergie                  | 14                              |
| 7e                              | Nikias Arndt                    | Allemagne                       | Sunweb                          | 12                              |
| 8e                              | Mark Cavendish                  | Royaume-Uni                     | Dimension Data                  | 10                              |
| 9e                              | Yves Lampaert                   | Belgique                        | Quick-Step Floors               | 8                               |
| 10e                             | Andrea Pasqualon                | Italie                          | Wanty-Groupe Gobert             | 7                               |
| 11e                             | Daniel Oss                      | Italie                          | Bora-Hansgrohe                  | 6                               |
| 12e                             | Timothy Dupont                  | Belgique                        | Wanty-Groupe Gobert             | 5                               |
| 13e                             | Sonny Colbrelli                 | Italie                          | Bahrain-Merida                  | 4                               |
| 14e                             | Taylor Phinney                  | États-Unis                      | EF Education First-Drapac       | 3                               |
| 15e                             | Marcel Kittel                   | Allemagne                       | Katusha-Alpecin                 | 2                               |
| modifier                        |                                 |                                 |                                 |                                 |

|   | Coureur           | Pays     | Équipe              | Bonifications |
| - | ----------------- | -------- | ------------------- | ------------- |
| 1 | Marco Minnaard    | Pays-Bas | Wanty-Groupe Gobert | 3 s           |
| 2 | Fabien Grellier   | France   | Direct Énergie      | 2 s           |
| 3 | Greg Van Avermaet | Belgique | BMC Racing          | 1 s           |

|   | Coureur           | Pays      | Équipe         | Bonifications |
| - | ----------------- | --------- | -------------- | ------------- |
| 1 | Dylan Groenewegen | Pays-Bas  | Lotto NL-Jumbo | 10 s          |
| 2 | Peter Sagan       | Slovaquie | Bora-Hansgrohe | 6 s           |
| 3 | John Degenkolb    | Allemagne | Trek-Segafredo | 4 s           |

### Cols et côtes
| Côte de Pacy-sur-Eure (km 35) 4e catégorie (2 km à 4,3%) | Côte de Pacy-sur-Eure (km 35) 4e catégorie (2 km à 4,3%) | Côte de Pacy-sur-Eure (km 35) 4e catégorie (2 km à 4,3%) | Côte de Pacy-sur-Eure (km 35) 4e catégorie (2 km à 4,3%) | Côte de Pacy-sur-Eure (km 35) 4e catégorie (2 km à 4,3%) |
| -------------------------------------------------------- | -------------------------------------------------------- | -------------------------------------------------------- | -------------------------------------------------------- | -------------------------------------------------------- |
|                                                          | Coureur                                                  | Pays                                                     | Équipe                                                   | Point(s)                                                 |
| 1er                                                      | Marco Minnaard                                           | Pays-Bas                                                 | Wanty-Groupe Gobert                                      | 1                                                        |
| modifier                                                 |                                                          |                                                          |                                                          |                                                          |

| Côte de Feuguerolles (km 71,5) 4e catégorie (2,3 km à 4,3%) | Côte de Feuguerolles (km 71,5) 4e catégorie (2,3 km à 4,3%) | Côte de Feuguerolles (km 71,5) 4e catégorie (2,3 km à 4,3%) | Côte de Feuguerolles (km 71,5) 4e catégorie (2,3 km à 4,3%) | Côte de Feuguerolles (km 71,5) 4e catégorie (2,3 km à 4,3%) |
| ----------------------------------------------------------- | ----------------------------------------------------------- | ----------------------------------------------------------- | ----------------------------------------------------------- | ----------------------------------------------------------- |
|                                                             | Coureur                                                     | Pays                                                        | Équipe                                                      | Point(s)                                                    |
| 1er                                                         | Fabien Grellier                                             | France                                                      | Direct Énergie                                              | 1                                                           |
| modifier                                                    |                                                             |                                                             |                                                             |                                                             |

### Prix de la combativité
- Fabien Grellier (Direct Énergie)

## Classements à l'issue de l'étape

### Classement général
| Classement général | Classement général | Classement général | Classement général        | Classement général |
|                    | Coureur            | Pays               | Équipe                    | Temps              |
| ------------------ | ------------------ | ------------------ | ------------------------- | ------------------ |
| 1er                | Greg Van Avermaet  | Belgique           | BMC Racing                | en 32 h 43 min 0 s |
| 2e                 | Geraint Thomas     | Royaume-Uni        | Sky                       | + 7 s              |
| 3e                 | Tejay Van Garderen | États-Unis         | BMC Racing                | + 9 s              |
| 4e                 | Philippe Gilbert   | Belgique           | Quick-Step Floors         | + 16 s             |
| 5e                 | Bob Jungels        | Luxembourg         | Quick-Step Floors         | + 22 s             |
| 6e                 | Rigoberto Urán     | Colombie           | EF Education First-Drapac | + 49 s             |
| 7e                 | Alejandro Valverde | Espagne            | Movistar                  | + 55 s             |
| 8e                 | Rafał Majka        | Pologne            | Bora-Hansgrohe            | + 56 s             |
| 9e                 | Jakob Fuglsang     | Danemark           | Astana                    | + 57 s             |
| 10e                | Richie Porte       | Australie          | BMC Racing                | + 57 s             |
| modifier           |                    |                    |                           |                    |

### Classement par points
| Classement par points | Classement par points | Classement par points | Classement par points | Classement par points |
| --------------------- | --------------------- | --------------------- | --------------------- | --------------------- |
|                       | Coureur               | Pays                  | Équipe                | Point(s)              |
| 1er                   | Peter Sagan           | Slovaquie             | Bora-Hansgrohe        | 277 points            |
| 2e                    | Fernando Gaviria      | Colombie              | Quick-Step Floors     | 214 pts               |
| 3e                    | Dylan Groenewegen     | Pays-Bas              | Lotto NL-Jumbo        | 132 pts               |
| 4e                    | Alexander Kristoff    | Norvège               | UAE Emirates          | 123 pts               |
| 5e                    | Arnaud Démare         | France                | Groupama-FDJ          | 106 pts               |
| 6e                    | André Greipel         | Allemagne             | Lotto-Soudal          | 95 pts                |
| 7e                    | Andrea Pasqualon      | Italie                | Wanty-Groupe Gobert   | 72 pts                |
| 8e                    | John Degenkolb        | Allemagne             | Trek-Segafredo        | 70 pts                |
| 9e                    | Sonny Colbrelli       | Italie                | Bahrain-Merida        | 64 pts                |
| 10e                   | Marcel Kittel         | Allemagne             | Katusha-Alpecin       | 54 pts                |
| modifier              |                       |                       |                       |                       |

### Classement du meilleur jeune
| Classement général du meilleur jeune | Classement général du meilleur jeune | Classement général du meilleur jeune | Classement général du meilleur jeune | Classement général du meilleur jeune |
|                                      | Coureur                              | Pays                                 | Équipe                               | Temps                                |
| ------------------------------------ | ------------------------------------ | ------------------------------------ | ------------------------------------ | ------------------------------------ |
| 1er                                  | Søren Kragh Andersen                 | Danemark                             | Sunweb                               | en 32 h 44 min 7 s                   |
| 2e                                   | Egan Bernal                          | Colombie                             | Sky                                  | + 27 s                               |
| 3e                                   | Pierre Latour                        | France                               | AG2R La Mondiale                     | + 2 min 17 s                         |
| 4e                                   | Magnus Cort Nielsen                  | Danemark                             | Astana                               | + 3 min 0 s                          |
| 5e                                   | Guillaume Martin                     | France                               | Wanty-Groupe Gobert                  | + 4 min 6 s                          |
| 6e                                   | Thomas Boudat                        | France                               | Direct Énergie                       | + 5 min 32 s                         |
| 7e                                   | David Gaudu                          | France                               | Groupama-FDJ                         | + 7 min 42 s                         |
| 8e                                   | Daniel Martínez                      | Colombie                             | EF Education First-Drapac            | + 9 min 22 s                         |
| 9e                                   | Stefan Küng                          | Suisse                               | BMC Racing                           | + 10 min 41 s                        |
| 10e                                  | Gregor Mühlberger                    | Autriche                             | Bora-Hansgrohe                       | + 10 min 56 s                        |
| modifier                             |                                      |                                      |                                      |                                      |

### Classement du meilleur grimpeur
| Classement du meilleur grimpeur | Classement du meilleur grimpeur | Classement du meilleur grimpeur | Classement du meilleur grimpeur | Classement du meilleur grimpeur |
| ------------------------------- | ------------------------------- | ------------------------------- | ------------------------------- | ------------------------------- |
|                                 | Coureur                         | Pays                            | Équipe                          | Point(s)                        |
| 1er                             | Toms Skujiņš                    | Lettonie                        | Trek-Segafredo                  | 6 points                        |
| 2e                              | Sylvain Chavanel                | France                          | Direct Énergie                  | 4 pts                           |
| 3e                              | Dion Smith                      | Nouvelle-Zélande                | Wanty-Groupe Gobert             | 4 pts                           |
| 4e                              | Lilian Calmejane                | France                          | Direct Énergie                  | 3 pts                           |
| 5e                              | Daniel Martin                   | Irlande                         | UAE Emirates                    | 2 pts                           |
| 6e                              | Fabien Grellier                 | France                          | Direct Énergie                  | 2 pts                           |
| 7e                              | Marco Minnaard                  | Pays-Bas                        | Wanty-Groupe Gobert             | 1 pt                            |
| 8e                              | Yoann Offredo                   | France                          | Wanty-Groupe Gobert             | 1 pt                            |
| 9e                              | Kévin Ledanois                  | France                          | Fortuneo-Samsic                 | 1 pt                            |
| 10e                             | Anthony Perez                   | France                          | Cofidis                         | 1 pt                            |
| modifier                        |                                 |                                 |                                 |                                 |

### Classement par équipes
| Classement par équipes | Classement par équipes | Classement par équipes | Classement par équipes |
|                        | Équipe                 | Pays                   | Temps                  |
| ---------------------- | ---------------------- | ---------------------- | ---------------------- |
| 1re                    | Quick-Step Floors      | Belgique               | en 98 h 48 min 50 s    |
| 2e                     | BMC Racing             | États-Unis             | + 8 s                  |
| 3e                     | Sky                    | Royaume-Uni            | + 1 min 50 s           |
| 4e                     | Bahrain-Merida         | Bahreïn                | + 3 min 56 s           |
| 5e                     | Movistar               | Espagne                | + 4 min 1 s            |
| 6e                     | Mitchelton-Scott       | Australie              | + 5 min 4 s            |
| 7e                     | Sunweb                 | Allemagne              | + 5 min 10 s           |
| 8e                     | AG2R La Mondiale       | France                 | + 5 min 13 s           |
| 9e                     | Astana                 | Kazakhstan             | + 5 min 36 s           |
| 10e                    | Bora-Hansgrohe         | Allemagne              | + 6 min 33 s           |
| modifier               |                        |                        |                        |

## Abandon(s)
Aucun coureur n'a abandonné au cours de l'étape.